# Cá bàng chài chấm đỏ
Stethojulis bandanensis là một loài cá biển thuộc chi Stethojulis trong họ Cá bàng chài. Loài này được mô tả lần đầu tiên vào năm 1851.

## Từ nguyên
Từ định danh của loài được đặt theo tên của đảo Banda Neira, một hòn đảo thuộc quần đảo Banda (Indonesia), nơi mẫu gốc được phát hiện.

## Phạm vi phân bố và môi trường sống
S. bandanensis có phạm vi phân bố tập trung ở Tây Thái Bình Dương, thưa thớt hơn ở Đông Thái Bình Dương và Đông Ấn Độ Dương. Ở Ấn Độ Dương, loài này chỉ được tìm thấy tại đảo Giáng Sinh và quần đảo Cocos (Keeling) (đều thuộc Úc), về phía nam đến Tây Úc; ở Tây Thái Bình Dương, phạm vi của chúng mở rộng trên khắp các vùng biển Đông Nam Á; ngược lên phía bắc dọc theo bờ biển Nam Trung Quốc trải dài tới Nam Nhật Bản; phía đông trải dài đến các quần đảo, đảo quốc thuộc châu Đại Dương (ngoại trừ quần đảo Hawaii); phía nam giới hạn đến bờ biển bang New South Wales (Úc); ở Đông Thái Bình Dương, S. bandanensis xuất hiện ở ngoài khơi bán đảo Baja California và vịnh California, dọc theo bờ biển México, Costa Rica và Panama, bao gồm tất cả các hòn đảo xa bờ. Loài chị em gần với S. bandanensis, Stethojulis albovittata, có phạm vi phân bố rộng khắp Ấn Độ Dương.
Loài này sống gần các rạn san hô trên nền đáy cát lẫn đá vụn trong các đầm phá nông và vùng biển gần bờ ở độ sâu đến 30 m.

## Mô tả
S. bandanensis có chiều dài cơ thể tối đa được ghi nhận là 15 cm. Chúng là một loài dị hình giới tính và lưỡng tính tiền nữ.
S. bandanensis đực có một vệt màu đỏ ửng trên gốc vây ngực, một đặc điểm không có ở S. albovittata. Cá đực có 4 dải sọc màu xanh lam sáng: sọc trên cùng từ mắt dọc theo gốc vây lưng xuống cuống đuôi; sọc thứ hai ngắn nằm trên mõm, ngang mắt và kéo dài đến thân trước; sọc thứ ba (dài đến khoảng nửa thân trước) từ khoé miệng băng xuống dưới mắt, vòng lên trên vệt đốm đỏ; dải dưới cùng từ cằm băng qua gốc vây ngực kéo dài đến giữa vây đuôi. Cá đực có vệt màu vàng trên má.
Cá cái có màu xám với những đốm trắng nhỏ chi chít bao phủ khắp phần thân trên. Dưới mắt có một vệt vàng tươi. Một đốm đỏ ở trên gốc vây ngực và hai đốm đen nhỏ ở giữa cuống đuôi. Cá con có thêm các đốm ở sau vây lưng và vây hậu môn.
Số gai ở vây lưng: 9; Số tia vây ở vây lưng: 11–12; Số gai ở vây hậu môn: 3; Số tia vây ở vây hậu môn: 11; Số tia vây ở vây ngực: 14–15; Số gai ở vây bụng: 1; Số tia vây ở vây bụng: 5.

## Hành vi và tập tính
Thức ăn của S. bandanensis là các loài thủy sinh không xương sống nhỏ, chủ yếu là các động vật giáp xác. Loài này bơi thành các nhóm nhỏ, và cũng có thể sống đơn độc. Loài này được đánh bắt trong ngành thương mại cá cảnh.